# Lennart Andersson (wioślarz)
Lennart Andersson (ur. 30 lipca 1925 w Tjärnö, zm. 27 października 2004 w Stenungsund) – szwedzki wioślarz. Reprezentant kraju na Letnich Igrzyskach Olimpijskich 1952 w Helsinkach oraz Letnich Igrzyskach Olimpijskich 1956 w Melbourne. Na obu igrzyskach uczestniczył w wioślarskiej ósemce. W Helsinkach w składzie: Lennart Andersson, Frank Olsson, John Niklasson, Gösta Adamsson, Ivan Simonsson, Ragnar Ek, Thore Börjesson, Rune Andersson, Sture Baatz, Szwedzi odpadli w półfinale. Cztery lata później w Melbourne w składzie: Olle Larsson, Lennart Andersson, Kjell Hansson, Rune Andersson, Lennart Hansson, Gösta Eriksson, Ivar Aronsson, Evert Gunnarsson, Bertil Göransson zajęli czwarte miejsce.